# TFJ・ビッグフォース
ビッグフォース（BigForce）は、トライクファクトリージャパンが中国で製造し輸入販売しているミニカー。

## 概要
軍用車をモチーフとして、普段使いで気軽に遊べるモビリティをテーマに2008年に初代モデルが発表された。その後マイナーチェンジやフルモデルチェンジを重ねて進化を続けている。また2020年にはバッテリー駆動による電気自動車（EV）モデル（別項）も開発され、2021年から順次デリバリーされている。同社の別車種であるリトルフォースは、ビッグフォースを少し小柄にしたモデルだが、2019年に廃番となり、ビッグフォースへモデル統合されている。同モデルは各自治体の公共サービス用車両として登用されたり、リゾート施設などでアクティビティ用モビリティとして登用されたりと、幅広い需要に応えている。ちなみにミニジープなどの別称が存在するが、正式名称はビッグフォースが正しく、公称とされている。

## スタイル・機構
道路運送車両法では原動機付自転車に属するが、道路交通法及び同法施行令の規定に基く同法施行規則に、「総排気量0.050リツトル以下又は定格出力0.60キロワツト以下の原動機を有する普通自動車」と規定されており、運転には普通自動車以上の運転免許が必要である。
企画デザインや設計から車両製作まで一貫して自社で行っており、オプションも豊富に用意されている。設定色は、標準カラーではブラック、ホワイト、レッド、ブルー、イエロー、グリーンの合計6色。
搭載されるエンジンは48ccの空冷4ストローク単気筒エンジンに、前進3速と後進1速のATが組み合わされている。ボディサイズは、全長2,100mm、全幅1,100mm、全高910mmとなっている。

## 販売
日本全国にある販売代理店にて購入可能である。また海外でも販売されており、アメリカ合衆国、ドイツ、フランス、ロシア、イランなどで展開されている。